# Semang

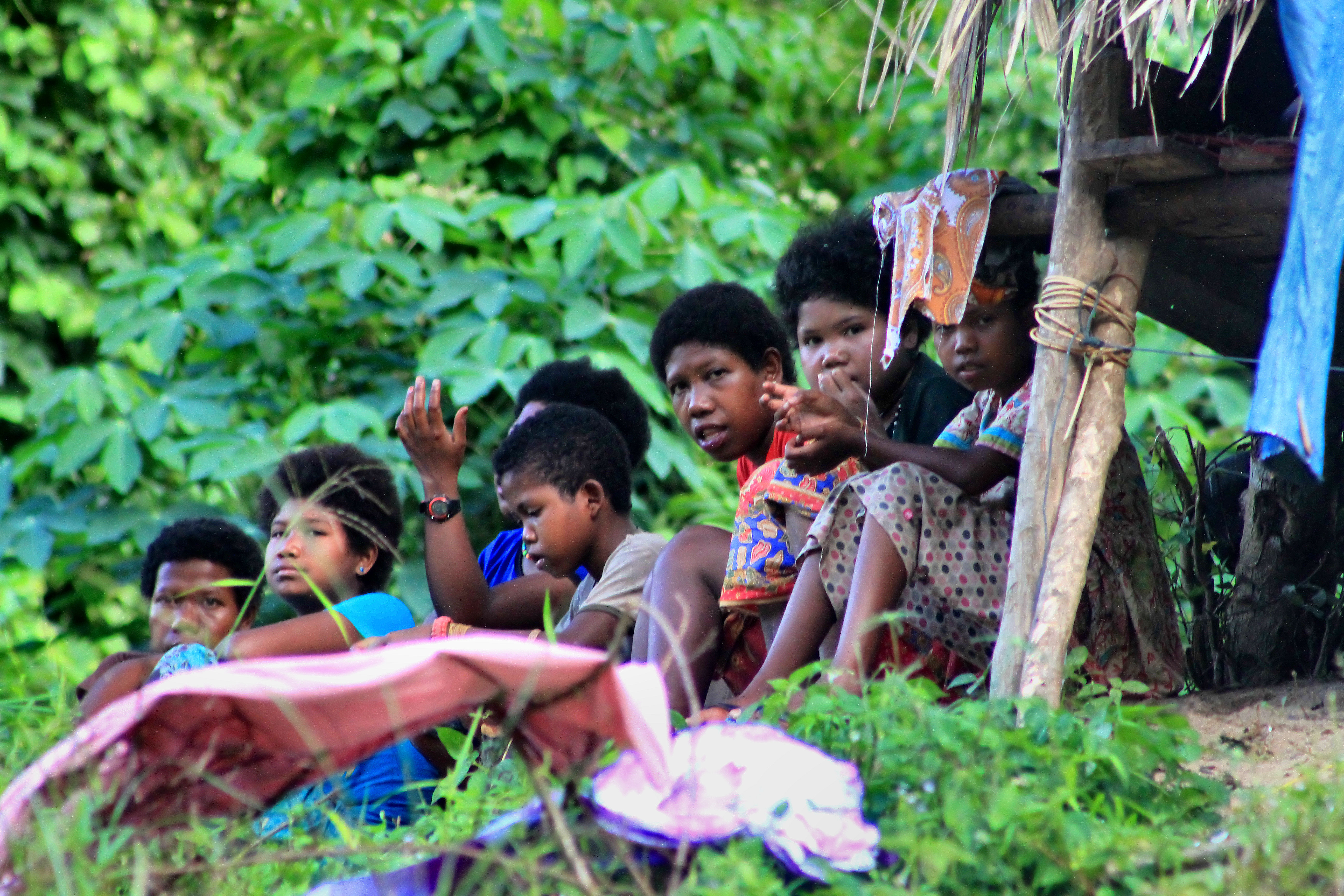
Eine Familie von Batek (Baktek sind eine der Semang zugehörige Gruppe)

Die Semang sind eine Ethnie auf der malaiischen Halbinsel im heutigen Malaysia. Die Tiefland-Stämme der Semang werden auch Sakai genannt.
Die Semang sind kleiner gewachsen, dunkelhäutiger und kraushaariger als die Bevölkerungsmehrheit in Malaysia. Aufgrund dieser Merkmale werden sie zusammen mit weiteren Ethnien in Süd- und Südostasien, darunter den Mani in Südthailand, als „Negritos“ bezeichnet. Traditionell lebten sie vor allem im Inneren der Gebirge als Jäger und Sammler in den tropischen Regenwäldern. Die Semang sprechen heute Mon-Khmer-Sprachen, ursprünglich sollen sie jedoch eigene Sprachen gehabt haben, von denen sich einige Elemente in ihrem Vokabular erhalten haben. Bis ins 19. Jahrhundert lebten Semang auch im Gebiet des heutigen Thailands. Zu dieser Zeit machten die Malaien Sklavenjagden auf die Semang.

## Name

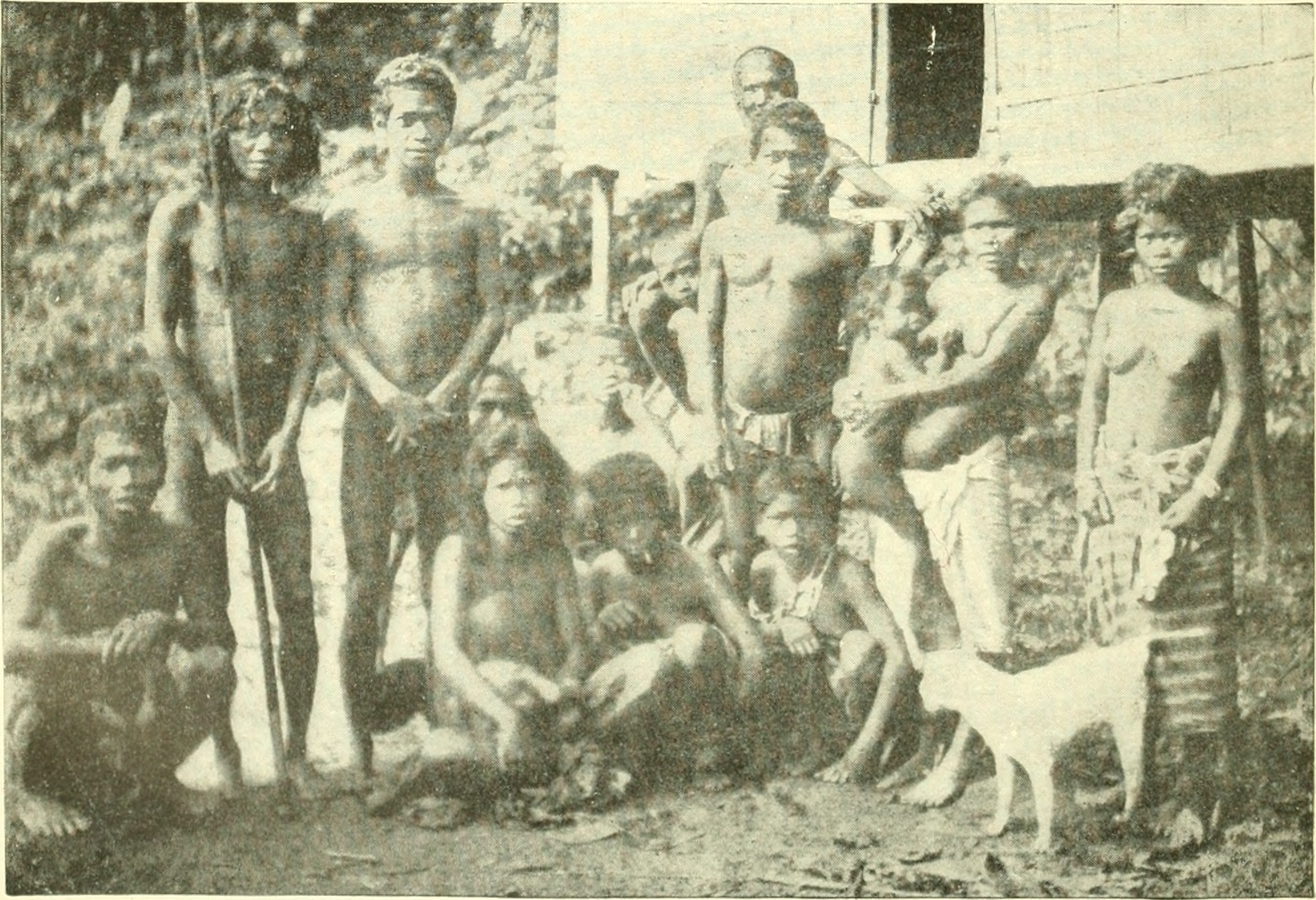
Eine Semang-Gruppe. Foto aus dem Jahr 1846.

Für die Ureinwohner der Malaiischen Halbinsel, die auch heute noch als Jäger und Sammler leben, gab es verschiedene Namen: Semang, Senoi, Jakun, Bla, Bila oder Wila. Als Resultat der Etablierung des malaiischen Staates werden sie im offiziellen Sprachgebrauch Orang Asli genannt, was zunächst Naturvolk bedeutete, heute jedoch als Ureinwohner übersetzt wird. Während man Bla, Bila und Wila heute nicht mehr als Benennung von Ethnien benutzt, wurde Semang zunehmend zum Namen der Jäger und Sammler auf der Halbinsel.

## Lebensweise der Semang im Jahre 1925
Die Semang leben nomadisch und legen viel Wert auf die Freiheit der Bewegung, deshalb lehnen sie die Sesshaftigkeit ab.
Ihre Ernährung und Riten sind sehr stark an Pflanzen orientiert. Sie leben eine ursprüngliche Lebensweise und suchen im Wald ihre Nahrung, wie z. B. Wild (Affen), Wurzeln, Früchte und Honig. Frauen tragen Bambuskämme und -halsketten.
Die Semang sehen Blut als Symbol der Fruchtbarkeit an (siehe religiöse Praktiken).

## Geschlechterrollen
Bei den Semang sind Frauen und Männer gleichberechtigt. Die Aufgaben bei der Nahrungsbeschaffung sind gleichmäßig aufgeteilt: Die Frauen sammeln pflanzliche Nahrung, die Männer jagen kleinere Tiere. Das Recht auf Eigentum, politischen Einfluss und Führerschaft sind gleichermaßen verteilt.
Unverheiratete Frauen stecken sich Perlen und Blumen in die Ohrläppchen.

## Religiöse Praxis
Die rituellen Praktiken der Semang sind stark an den Pflanzen orientiert.
Blut spielt für die Semang eine große Rolle, da es ein zentrales Symbol für Fruchtbarkeit darstellt.
Aus diesem Grund bringen die Semang Blutopfer. Während  dieser religiösen Praxis schneiden sich die Semang, v. a. die Frauen, zunächst ins Bein, danach werden die Blutstropfen auf ein Bambusstöckchen aufgenommen und zusammen in die Luft geworfen. Das Ritual findet für gewöhnlich bei Gewitter statt und hat den Zweck, böse Geister zu beruhigen, um wichtige Gottheiten zusammenzubringen und so den Ertrag der Ernte zu erhöhen.
Die Semang kennen vier Arten von Geistern: (1) Ya, die menschliche Seele, die vom Körper getrennt ist; (2) Rob, die menschliche Seele, die während des Schlafes wandert; (3) Semanat, ein besonderer Geist, der Menschen verängstigt; und (4) Badi, ein Dämon, der von Tieren abstammt. Diese werden von Schamanen durch eine Medizin auf Distanz gehalten.
Die Toten werden nicht tief begraben, und der Begräbnisort wird verlassen und durch Geister und Tiger bewacht, die den Leichnam essen sollen.

## Schöpfungsmythos
Die Welt der Menschen wurde von der Großmutter der Bewohner des Himmels, die Blitz und Donner verursachen, geschaffen. Ihr Name ist Manoij. Anfangs lag die Welt in einem See, auf welchem die Großmutter auf einem Floß mit ihren zwei Enkeln fuhr. Sie bat einen der Enkel, ihr einen Ast zu besorgen, und verletzte damit das Monster, das auf dem Grund des Sees wohnte.
Somit konnte das Wasser abfließen. Ein Igel hob nun die nur von Bergen bedeckte Erde aus dem Schlamm. Kurz darauf flog ein Vogel vorbei und glättete mit seinem Flügelschlag die Erdoberfläche und machte sie bewohnbar. Nun wünschte sich die Großmutter ein Kind und bat einen ihrer Enkel, ihr eines zu erschaffen. So gingen beide Enkel in den Wald und einer der beiden formte eine Figur aus Klee, die er in eine Matte hüllte. Nach einem Tag verwandelte sich die Figur in ein Mädchen. Das Gleiche wiederholte er und diesmal entstand ein Junge. Diese Kinder waren zwar noch keine Menschen, aber sie verwandelten eine Blume in ein richtiges Mädchen. Als das Mädchen erwachsen wurde, wünschte es sich einen Mann. Sie ging also in den Wald und pflückte eine Blume, die sie dann in einen Mann verwandelte. Die beiden verliebten sich und wurden so zu den Vorfahren aller Menschen.